# Shlomo Mintz
Shlomo Mintz (en hebreo: שלמה מינץ‎; Moscú, 30 de octubre de 1957) es un violinista y director musical ruso-israelí. Colabora con asiduidad con las orquestas y directores más importantes de la escena internacional y puede ser escuchado en recitales y conciertos de cámara como violinista y también en su faceta de director.

## Trayectoria
Shlomo Mintz nació en Moscú. En 1957, cuando tenía dos años, su familia emigró a Israel, donde Shlomo estudió con la maestra Ilona Feher, una de las últimas representantes de la Escuela de Violín Centro Europea. Feher presentó Shlomo Mintz a Isaac Stern, quien se convirtió en su mentor. También fue alumno de Dorothy DeLay en la Juilliard School New York.

### Como intérprete
Comenzó su carrera como solista a los 11 años presentándose con la Orquesta Filarmónica de Israel. Poco después fue convocado con una semana de anticipación por Zubin Mehta para ejecutar el Concierto para violín n.º 1 de Paganini, reemplazando por enfermedad a Itzhak Perlman. Hizo su debut en el Carnegie Hall a la edad de dieciséis años acompañado por la Orquesta Sinfónica de Pittsburgh bajo el auspicio de Isaac Stern y la Fundación Cultural América-Israel. Posteriormente, se perfeccionó con Dorothy DeLay en la Juilliard School of Music de Nueva York. A la edad de 20 años realizó una gran gira por Europa con legendarios directores como Carlo Maria Giulini, Antal Doráti y Eugene Ormandy. Con veinte años firmó un contrato con la casa discográfica Deutsche Grammophon.
En 1997 tocó el famoso "Il Cannone" de Paganini, violín fabricado por el luthier italiano Giuseppe Guarneri del Gesù en 1743, para un concierto especial en Maastricht (Holanda) con la Orquesta Sinfónica de Limburg y el director Yoel Levi. Este evento fue una iniciativa de la cadena de televisión holandesa (TROS) y se emitió por televisión en diciembre de 1997. 
En 2012, Shlomo Mintz, celebró su 50.º aniversario en el escenario.

### Como director de orquesta y director artístico
A la edad de dieciocho años, Shlomo Mintz añadió el rol de director de orquesta a su carrera artística y desde entonces ha dirigido instituciones aclamadas en todo el mundo, tales como la Royal Philharmonic Orchestra (Reino Unido), la Orquesta Sinfónica de la NHK (Japón) y la Orquesta Filarmónica de Israel. Fue asesor musical de la Orquesta de Cámara de Israel desde 1989 hasta 1993 y en marzo de 1994 fue nombrado consejero artístico y principal director Invitado de la Orquesta Sinfónica de Maastricht (Holanda). Dirigió la orquesta en semanas de conciertos durante cuatro temporadas, como director y solista de violín. En 2008 Shlomo Mintz fue nombrado principal director invitado de la Orquesta Filarmónica de Zagreb. Desde 2002, Shlomo Mintz es el director artístico del Festival Internacional de Música de Sion-Valais en Suiza.

### Como pedagogo
Shlomo Mintz da clases magistrales en todo el mundo. Desde del verano de 2012, dará clases magistrales en Crans Montana (Suiza) “Crans Montana Clásicos”. Es mentor y el presidente del Jurado del Concurso Internacional de Violín de Buenos Aires Comunidad Amijai y presentados por la Fundación YPF y presidente del Concurso de Violín Munetsugu Angel en Japón. Ha sido miembro del jurado de concursos internacionales como el Concurso Chaikovski de Moscú (1993)  y el Concurso Internacional de Música Reina Elisabeth de Bruselas (1993 y 2001). En octubre de 2001, fue presidente del jurado del Concurso Internacional Henryk Wieniawski de Violín en Poznan, Polonia. Desde 2002 - 2011 ha sido el presidente del jurado del Concurso Internacional de Sion Valais, en Suiza. Mintz es uno de los fundadores de los Cursos Internacionales de Violín Keshet Eilon en Israel, un programa de verano de nivel avanzado para jóvenes violinistas talentosos de todo el mundo en el kibutz Eilon, habiendo sido su mecenas por dieciocho años (1992-2010).

## Violines de la Esperanza
Shlomo Mintz es uno de los principales protagonistas del proyecto "Violines de la Esperanza" junto con el luthier Amnon Weinstein. Veinticuatro violines cuyos propietarios perdieron la vida en los guetos y campos de concentración durante la Segunda Guerra Mundial fueron restaurados por Amnon Weinstein y se ejecutan y exhiben nuevamente en varias ocasiones. Dieciocho de ellos fueron expuestos en 2010 por primera vez como un estreno mundial en Sion (Valais, Suiza), con fotos de Lucille Reyboz y videos de la Agencia Blue Press. 
Los "Violines de la Esperanza" han sido motivo de eventos alrededor del mundo (París, Maastricht, Estambul, Londres, Madrid, Charlotte (EE. UU.). Se escucharon por primera vez durante un concierto en Jerusalén para la celebración de los 60 años del Estado de Israel (2008).

## Premios y reconocimientos
- Premio Accademia Musicale Chigiana, Siena
- Diapason d'Or
- Grand Prix du Disque (tres veces)
- Gramophone Award
- Edison Award (dos veces)

En mayo de 2006, Shlomo Mintz fue honrado con un doctorado honoris causa por la Universidad Ben-Gurion del Negev, en Beer Sheva, Israel.

## Discografía
Shlomo Mintz mantiene una activa agenda de grabaciones, como solista y director. Ha grabado para las casas discográficas Deutsche Grammophon, Erato, RCA Victor, Avie Records y Challenge Records. La mayoría de las grabaciones de Mintz con Deutsche Grammophon se han reeditado, como su primer disco (Conciertos de Bruch y Mendelssohn) en abril de 2007 e incluido en la serie de la DG 'Grand Prix', ("las mejores grabaciones del mundo”).
- Bach: Sonatas y Partitas para violín solo BWV 1001-1006 / Deutsche Grammophon
- Bartók: 2 Retratos / Deutsche Grammophon
- Bartók: Concierto para violín n.º 1 / RN
- Beethoven: Concierto para violín, Romanza n.º 1, Romanza n.º 2 / Deutsche Grammophon
- Brahms: Sonatas para violín y viola (completas) / Avie Records y Magnatune
- Brahms: Concierto para violín / Deutsche Grammophon
- Bruch: Concierto para violín / Deutsche Grammophon (primera grabación junto al Concierto para violín de Mendelssohn)
- Debussy: Sonata para violín en Sol / Ravel: Sonata para violín en Sol / Franck: Sonata para violín en La / Deutsche Grammophon
- Dvorak: Concierto para violín / Deutsche Grammophon
- Fauré: Sonata para violín n.º 1 Op. 13 - Sonata para violín n.º 2 Op. 108 /  Deutsche Grammophon
- Israel Philharmonic 60º Aniversario Concierto de Gala / RCA Victor
- Kreisler: Varias composiciones / Deutsche Grammophon
- Lalo: Symphonie espagnole / Vieuxtemps: Concierto n.º 5 / Saint-Saëns: ‘Introduction et Rondo capricioso’ / Deutsche Grammophon
- Mendelssohn: Concierto para violín /  Deutsche Grammophon (primera grabación junto al Concierto para Violín de Bruch)
- Mendelssohn: Sonata para violín en fa menor - Sonata para violín en Fa Mayor /  Deutsche Grammophon
- Mozart: Sinfonia concertante para violín y viola KV 364 / RCA Victor
- Mozart: 5 Conciertos para violín - Sinfonia concertante – Concertone / Avie Records (también: Magnatune)
- Paganini: 24 Caprichos para violín solo Op. 1 / Deutsche Grammophon
- Prokofiev: Conciertos para violín n.º 1 & 2 / Deutsche Grammophon
- Prokofiev: Sonata para violín n.º 1 Op. 80 - Sonata para violín n.º 2 Op. 94 / Deutsche Grammophon
- Shostakovitch: Sonata para violín Op.134 - Sonata para viola Op.147 / Erato
- Sibelius: Concierto para violín / Deutsche Grammophon
- Stravinsky: Histoire du Soldat / Valois
- Vivaldi: Las cuatro estaciones / Deutsche Grammophon
- Vivaldi: Colección completa de los Conciertos para violín (10 Volúmenes) / MusicMasters Classics.*